# Moringua
Moringua – rodzaj ryb węgorzokształtnych z rodziny szpagietkowatych (Moringuidae).

## Rozmieszczenie geograficzne
Do rodzaju należą gatunki występujące w wodach zachodniego Oceanu Atlantyckiego, Oceanu Indyjskiego oraz zachodniego i środkowego Oceanu Spokojnego.

## Morfologia
Długość ciała do 140 cm.

## Systematyka
Rodzaj zdefiniował w 1831 roku angielski zoolog John Edward Gray w ilustrowanej publikacji własnego autorstwa poświęconej indyjskiej zoologii. Gatunkiem typowym jest (oznaczenie monotypowe) M. raitaborua.

### Etymologia
- Moringua: etymologia niejasna, Gray nie wyjaśnił znaczenia nazwy rodzajowej[1]; być może portugalskie zniekształcenie muraena ‘murena’, od gr. μυραινα muraina ‘murena’[14].
- Rataboura: bengalska nazwa rata boura dla M. raitaborua[14]. Gatunek typowy (oznaczenie monotypowe): Rataboura hardwickii Gray, 1831 (= Muraena raitaborua Hamilton, 1822).
- Pterurus: gr. πτερον pteron ‘skrzydło, płetwa’[15]; ουρα oura ‘ogon’[16]. Gatunek typowy (późniejsze oznaczenie): Pterurus maculatus Swainson, 1839 (= Muraena raitaborua Hamilton, 1822)[17].
- Pachyurus: gr. βραχυς brakhus ‘krótki’[18]; ουρα oura ‘ogon’[16]. Gatunek typowy (oznaczenie monotypowe): Moringua linearis Gray, 1831 (= Muraena raitaborua Hamilton, 1822).
- Ptyobranchus: gr. πτυον ptuon ‘wachlarz’, od πτυσσω ptussō ‘sfałdować, zwinąć’[19]; βραγχια brankhia ‘skrzela’[20]. Gatunek typowy (późniejsze oznaczenie): Ptyobranchus arundinaceus McClelland, 1844 (= Ptyobranchus guthrianus McClelland, 1844)[21].
- Aphthalmichthys: gr. przyrostek negatywny α- a-[22]; οφθαλμος ophthalmos ‘oko’[23]; ιχθυς ikhthus ‘ryba’[24]. Gatunek typowy (oznaczenie monotypowe): Aphthalmichthys javanicus Kaup, 1857.
- Pseudomoringua: gr. ψευδος pseudos ‘fałszywy’[25]; rodzaj Moringua Gray, 1831. Gatunek typowy (oryginalne oznaczenie (również monotypowe)): Moringua lumbricoidea Richardson, 1845 (= Muraena raitaborua Hamilton, 1822).
- Stilbiscus: łac. stilbius ‘lśnić’[26]; przyrostek zdrabniający -iscus[27]. Gatunek typowy (oryginalne oznaczenie (również monotypowe)): Stilbiscus edwardsi Jordan & Bollman, 1889.
- Mayerina: Alfred Goldsborough Mayer (1868–1922), amerykański knidariolog i entomolog[9]. Gatunek typowy (oryginalne oznaczenie (również monotypowe)): Mayerina mayeri Silvester, 1915 (= Stilbiscus edwardsi Jordan & Bollman, 1889).
- Anguillichthys: łac. anguilla ‘węgorz’, od anguis ‘wąż’; przyrostek zdrabniający -illa[28]; gr. ιχθυς ikhthus ‘ryba’[24]. Gatunek typowy (oznaczenie monotypowe): Anguillichthys bahamensis Mowbray, 1927 (= Stilbiscus edwardsi Jordan & Bollman, 1889).
- Merinthichthys: gr. μηρινθος mērinthos ‘sznur, lina, pasek’[29]; ιχθυς ikhthus ‘ryba’[24]. Gatunek typowy (oryginalne oznaczenie (również monotypowe)): Merinthichthys sanchezi Howell Rivero, 1934 (= Stilbiscus edwardsi Jordan & Bollman, 1889).

### Podział systematyczny
Liczba gatunków zaliczanych do tego rodzaju nie jest pewna. W literaturze opublikowano liczne nazwy, ale rzeczywista ich liczba może być znacznie mniejsza; tutaj liczba gatunków za Eschmeyer’s Catalog of Fishes:
- Moringua abbreviata (Bleeker, 1863)
- Moringua bicolor Kaup, 1856
- Moringua edwardsi (Jordan & Bollman, 1889) – szpagietka bahamska[31]
- Moringua ferruginea Bliss, 1883
- Moringua guthriana (McClelland, 1844)
- Moringua hawaiiensis Snyder, 1904
- Moringua javanica (Kaup, 1857)
- Moringua macrocephalus (Bleeker, 1863)
- Moringua macrochir Bleeker, 1853
- Moringua microchir Bleeker, 1853
- Moringua penni Schultz, 1953
- Moringua raitaborua (Hamilton, 1822)